# Rio Acuriá
O rio Acuriá é um rio brasileiro que banha o estado do Acre. É um dos principais afluentes do rio Juruá.